# フェルナン・ルグロ
フェルナン・ルグロ（Fernand Legros、1931年1月26日 - 1983年4月7日）はアメリカ合衆国を拠点に活動した美術商である。1950年代半ばから1960年代後半までの10年以上に渡る、画家のエルミア・デ・ホーリーと組んだ贋作販売事件であるルグロ事件で知られる。

## 生涯
ルグロは1931年にエジプト王国のイスマイリアで生まれた。当初はバレエダンサーになるつもりで、第二次世界大戦後にカイロからパリに移り住んだ。ルグロは同性愛者だったがアメリカ人女性と結婚しており、アメリカ合衆国の市民権を得るための偽装結婚と見られる。
ホーリーへのインタビューに基づいたと主張されるクリフォード・アーヴィングの著書『贋作』によれば、1955年にニューヨークでホーリーが開催したパーティーにルグロも参加し、共通の友人からホーリーを紹介された。ホーリーはその数年前からフロリダ州で生活しており、ホーリーはルグロに、一緒に家に来てほしいと説得した。それから1週間ほどして、2人はニューヨークからフロリダへ向かった。
フロリダでホーリーは、まだ10代のフランス系カナダ人、レアル・ルサールと出会った。2人はルサールも仲間に引き込んだ。それからの約13年間、ホーリーが制作した贋作をルグロとルサールが世界中で販売した。ルグロとルサールは贋作販売によって裕福になる一方、ホーリーには僅かなお金しか渡さなかった。ルグロはスペイン沖のイビサ島にホーリーのための家を建てた。ホーリーはこの時はじめて、他の2人が裕福になっているということに気がついたという。ホーリーには蓄えもなく、経済的に自立することもなかった。
ルグロは、鑑定書を真贋巧みに組み合わせて、少なくとも500点を超える偽の近代絵画を、世界各国の美術館や個人収集家に販売した。ジェネラル・アメリカン・オイル・カンパニーのアルガー・H・メドウズなどの多くのアメリカ人コレクターが被害にあったほか、日本の国立西洋美術館も巻き込まれており、北森鴻の推理小説『狐罠』で言及されている。やがて、ルグロの詐欺行為が発覚し、1967年に国際逮捕状が出され、逮捕された。パリでの長い裁判の後、4年の禁固刑が言い渡されたが、勾留期間が長かったため、すぐに釈放された。
ルグロは、1983年にフランス・シャラント県シャスヌイユ・シュル・ボニュールで咽頭癌により死去した。